# Pecos River Bridge
Die Pecos River Bridge (auch Pecos River US 90 Bridge) ist eine Flussbrücke, die den U.S. Highway 90 über den Pecos River im Val Verde County in Texas, USA führt. Sie steht etwa 2 km oberhalb der von der Brücke aus sichtbaren Mündung des Pecos River in den Rio Grande, der hier die Grenze zu Mexiko bildet. Die 6,5 km flussaufwärts hinter einer Flussbiegung stehende Eisenbahnbrücke Pecos River High Bridge ist dagegen nicht sichtbar.
Die 1957 eröffnete, insgesamt 399 m (1310 ft) lange, zweispurige Brücke besteht aus einem langen, auf zwei rund 80 m hohen Betonpfeilern lagernden stählernen Fachwerkträger und einer kurzen Balkenbrücke, die am westlichen Ende die Verbindung zur Straße herstellt. Die Hauptöffnung hat eine Stützweite von 126 m. Die Brücke steht im Bereich des Stausees der 40 km Luftlinie entfernten Amistad-Talsperre, ihre mit 83,2 m (273 ft) angegebene Höhe über dem Flussbett ist daher wegen des schwankenden Wasserspiegels nicht erkennbar. Unabhängig davon ist sie die höchste Straßenbrücke in Texas.

## Geschichte
Die Eisenbahngesellschaft Southern Pacific hatte 1883 am Pecos River ihre Strecke von San Francisco über Los Angeles, Yuma, Tucson und El Paso mit der von Houston aus in der entgegengesetzten Richtung gebauten Strecke vereinigt. Für eine Straße bestand damals in dem dünnbesiedelten Gebiet kein Bedarf. Erst 1922 wurden ungepflasterte, fast nur von Fuhrwerken benutzte Straßen über die steilen Ufer zum Fluss hinunter gebaut und dort mit einer zweibogigen Fachwerkträgerbrücke über den Pecos River verbunden.
Am 26. Juni 1954 verursachte der Hurrikan Alice ein solches Hochwasser, dass die sonst 15 m über dem normalen Wasserstand stehende Brücke samt ihrem Mittelpfeiler weggerissen wurde. Zwei Behelfsbrücken wurden wenig später ebenfalls weggespült.

## Weblinks

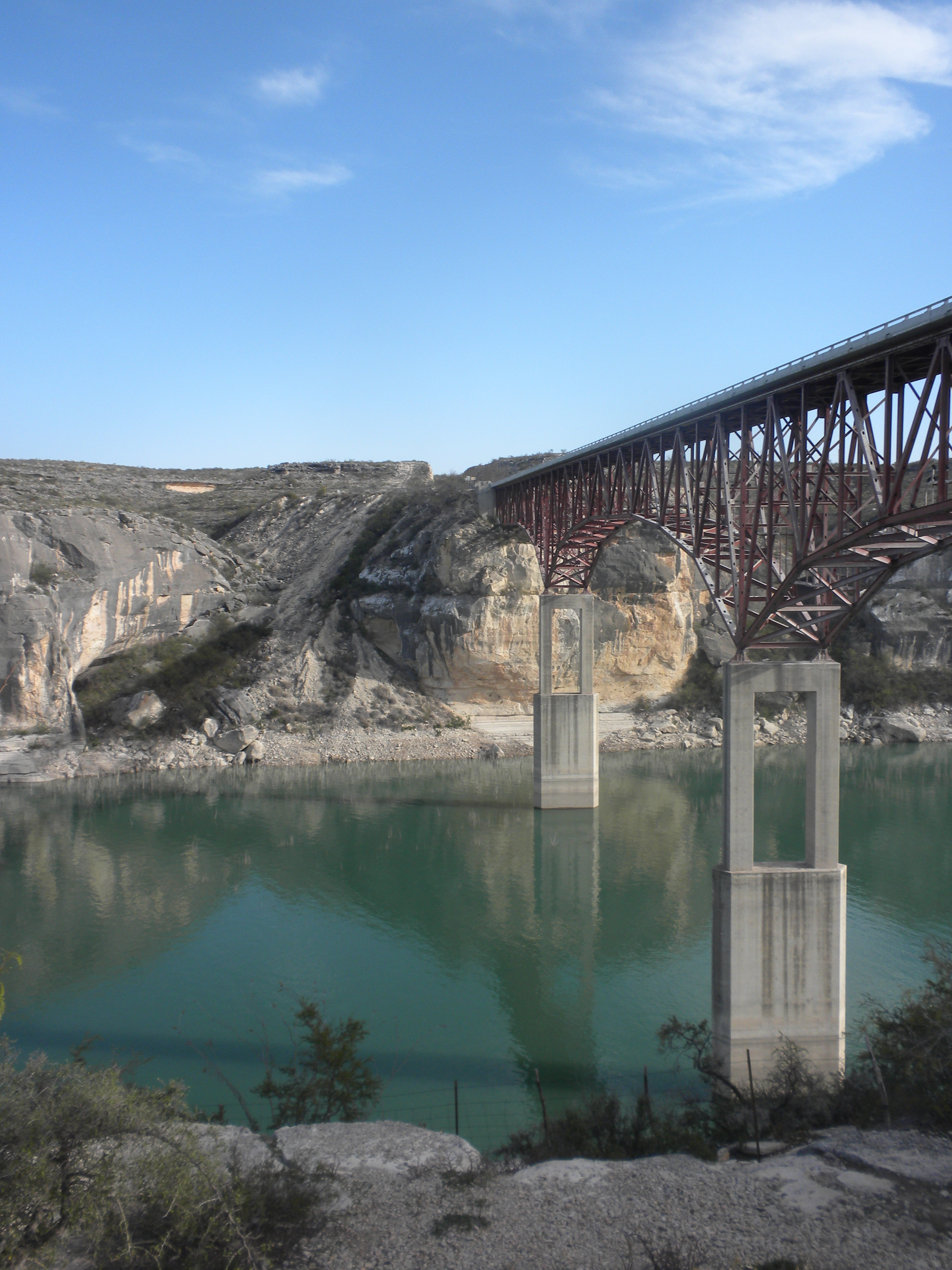
Pecos River Bridge